# Cynorta sulphurata
Cynorta sulphurata is een hooiwagen uit de familie Cosmetidae.